# Silvia Tschui
Silvia Tschui (* 1974 in Zürich) ist eine Schweizer Schriftstellerin, Journalistin, Illustratorin und Kabarettistin.

## Leben
Silvia Tschui studierte Germanistik an der Universität Zürich, absolvierte ein Bachelorstudium in Grafikdesign und Animationsfilm am Central St. Martins College in London und in Literarischem Schreiben am Schweizer Literaturinstitut der Hochschule der Künste in Biel. Während der Zeit in England arbeitete sie für HSI Films in London. 2004 wurde ihre Arbeit für den British Animation Award nominiert. 2014 wurde ihr Romandebüt Jakobs Ross veröffentlicht und 2023 mit Luna Wedler in der Hauptrolle verfilmt. 
Beim Bachmann-Preis-Wettbewerb 2019 las sie auf Einladung von Nora Gomringer aus ihrem 2021 erschienenen zweiten Roman Der Wod.
Tschui lebt in Zürich.

## Werke

### Bühne und Film
- 2015 wurde Jakobs Ross in einer Adaption von Peter Kastenmüller im Theater Neumarkt in Zürich insgesamt 18 Mal aufgeführt.[7]
- Das musikalische Bühnenprogramm zu Jakobs Ross, eine Kooperation von Silvia Tschui (Gesang) mit Benedikt Lachenmeier (Gitarre, Gesang) wurde 2014 und 2015 rund 130 Mal in der Schweiz und in Deutschland aufgeführt.[8]
- Uraufführung des musikalischen Kabarettprogramms Heimat & Heimlifeiss im Rahmen des Literaturevents Zürich liest am 23. Oktober 2015. Diverse weitere Aufführungen.[9]
- Die musikalische Lese-Jukebox-Performance zu Der Wod, entwickelt mit Philipp Schaufelberger, wurde in den Pandemiejahren 2021 und 2022 rund 40 mal in Deutschland und der Schweiz aufgeführt.[10]
- Jakobs Ross wurde unter der Regie von Katalin Gödrös verfilmt. Als Produktionsfirma zeichnete die Turnus Film, Zürich in Coproduktion mit Amour Fou, Luxemburg. Das Drehbuch schrieb Urs Bühler.[11]

## Auszeichnungen
- 2004: British Animation Award (Nominierung)[3]
- 2014: Anerkennungspreis des Kantons Zürich für Jakobs Ross[12]
- 2017: Halbes Werkjahr der Stadt Zürich für die Entwicklung des Romans «Der Wod»[13]